# Ed Nelson
Edwin Stafford „Ed“ Nelson (* 21. Dezember 1928 in New Orleans, Louisiana; † 9. August 2014 in Greensboro, North Carolina) war ein US-amerikanischer Schauspieler.

## Leben
Edwin „Ed“ Nelson besuchte die Tulane University, brach seine Ausbildung jedoch im zweiten Jahr ab und zog 1952 nach New York City. Dort studierte er Regie an der New York School of Radio and Television Technique. Nach seinem Abschluss kehrte er nach New Orleans zurück, wo er beim Fernsehsender WDSU-TV als Regieassistent tätig war. 1956 traf er den B-Movie-Produzenten Roger Corman, der in Louisiana seinen Monsterfilm Vier Frauen im Sumpf drehte. Nelson, der zuvor schon 1952 als Statist in Die Stahlfalle mit Joseph Cotten mitgewirkt hatte, erhielt eine Nebenrolle als Polizeibeamter und arbeitete bis 1959 in dreizehn weiteren B-Filmen Cormans mit.
Ab Ende der 1950er Jahre spielte E Nelson verstärkt in Fernsehproduktionen und hatte unter anderem Gastrollen in zahlreichen Westernserien wie Westlich von Santa Fé, Maverick, Bonanza, Tausend Meilen Staub, Rauchende Colts und Am Fuß der blauen Berge. Er trat jedoch auch in anderen Genres wie 77 Sunset Strip, Auf der Flucht und Perry Mason auf.
1964 erhielt er neben Ryan O’Neal und Mia Farrow eine der Hauptrollen in der auf dem Spielfilm Glut unter der Asche basierenden Seifenoper Peyton Place. Bis zur Einstellung der Serie 1969 spielte er in 453 Folgen die Rolle des Michael Rossi. Im Anschluss spielte er einige kleine Nebenrollen in Spielfilmen wie Giganten am Himmel und Schlacht um Midway und war weiterhin ein vielgebuchter Gaststar in so unterschiedlichen Serienformaten wie Die Straßen von San Francisco, Dallas, Lou Grant, Alias Smith und Jones, Ein Colt für alle Fälle und Mord ist ihr Hobby.
Nelson war Mitglied in der Screen Actors Guild und kandidierte 1985 um deren Vorsitz; er unterlag jedoch Patty Duke. Zudem war er Mitglied der Academy of Motion Picture Arts and Sciences. Er war verheiratet und wurde Vater von sechs Kindern, darunter der Schauspieler Christopher S. Nelson.

## Filmografie (Auswahl)
- 1952: Die Stahlfalle (The Steel Trap)
- 1956: Vier Frauen im Sumpf (Swamp Women)
- 1957: Invasion of the Saucer Men
- 1957–1959: Streifenwagen 2150 (Highway Patrol, Fernsehserie, 3 Folgen)
- 1958: Die letzte Mahnung war aus Blei (Hot Car Girl)
- 1958: Schnelle Jungs und kesse Mädchen (Hot Rod Gang)
- 1958: Das Grauen um Mitternacht (Night of the Blood Beast)
- 1958/1960: Dezernat M (M Squad, Fernsehserie, 2 Folgen)
- 1958–1961: Abenteuer im wilden Westen (Zane Grey Theater, Fernsehserie, 5 Folgen)
- 1959: Gangster Nr. 1 (I Mobster)
- 1959: Der Totschläger (The Young Captives)
- 1959: Das Vermächtnis des Professor Bondi (A Bucket of Blood)
- 1959–1961: The Rebel (Fernsehserie, 5 Folgen)
- 1959–1961: Have Gun – Will Travel (Fernsehserie, 5 Folgen)
- 1959–1962: Maverick (Fernsehserie, 3 Folgen)
- 1959–1962: Tausend Meilen Staub (Rawhide, Fernsehserie, 4 Folgen)
- 1959–1964: Rauchende Colts (Gunsmoke, Fernsehserie, 6 Folgen)
- 1960: Johnny Ringo (Fernsehserie, 2 Folgen)
- 1960: Elmer Gantry
- 1960–1961: Westlich von Santa Fé (The Rifleman, Fernsehserie, 3 Folgen)
- 1960–1963: Am Fuß der blauen Berge (Laramie, Fernsehserie, 4 Folgen)
- 1961: Urteil von Nürnberg (Judgment at Nuremberg)
- 1961–1962: Kein Fall für FBI (The Detectives, Fernsehserie, 3 Folgen)
- 1961–1963: Die Unbestechlichen (The Untouchables, Fernsehserie, 3 Folgen)
- 1961, 1964: Perry Mason (Fernsehserie, 2 Folgen)
- 1962: Bonanza (Fernsehserie, Folge 3x34 Der Wunderheiler)
- 1962, 1963: Alfred Hitchcock zeigt (The Alfred Hitchcock Hour, Fernsehserie, 2 Folgen)
- 1963: Die Leute von der Shiloh Ranch (The Virginian, Fernsehserie, Folge 1x16)
- 1963: Twilight Zone (The Twilight Zone, Fernsehserie, Folge 4x03)
- 1963: 77 Sunset Strip (Fernsehserie, Folge 5x29)
- 1963: Ein Soldat steht im Regen (Soldier in the Rain)
- 1963, 1964: Auf der Flucht (The Fugitive, Fernsehserie, 2 Folgen)
- 1964–1969: Peyton Place (Fernsehserie, mind. 46 Folgen)
- 1970: Das Netz der Spinne (Along Came a Spider, Fernsehfilm)
- 1970–1971: The Silent Force (Fernsehserie, 15 Folgen)
- 1971: Dr. med. Marcus Welby (Marcus Welby, M.D., Fernsehserie, Folge 3x06)
- 1971: Nur ein Spiel (A Little Game, Fernsehfilm)
- 1971: Cannon (Fernsehserie, Folge 1x12 Bahnreise in den Tod)
- 1971–1972: Owen Marshall – Strafverteidiger (Owen Marshall: Counselor at Law, Fernsehserie, 2 Folgen)
- 1971–1973: FBI (The F.B.I., Fernsehserie, 3 Folgen)
- 1973: Kobra, übernehmen Sie (Mission: Impossible, Fernsehserie, Folge 7x21)
- 1973: Die Straßen von San Francisco (The Streets of San Francisco, Fernsehserie, Folge 1x23)
- 1973: Kung Fu (Fernsehserie, Folge 1x14 Caine und der Spieler)
- 1973–1975: Polizeiarzt Simon Lark (Dr. Simon Locke, Fernsehserie, 3 Folgen)
- 1974: Houston, bitte kommen... (Houston, We’ve Got a Problem, Fernsehfilm)
- 1974: Adam-12 (Fernsehserie, Folge 6x24)
- 1974: Giganten am Himmel (Airport 1975)
- 1974: Der Chef (Ironside, Fernsehserie, Folge 8x08)
- 1974: Make-up und Pistolen (Police Woman, Fernsehserie, Folge 1x13)
- 1974, 1979: Barnaby Jones (Fernsehserie, 2 Folgen)
- 1976: Schlacht um Midway (Midway)
- 1976: Die Sieben-Millionen-Dollar-Frau (The Bionic Woman, Fernsehserie, Folge 2x03 Explosive Fracht)
- 1977: McMillan & Wife (Fernsehserie, Folge 6x04)
- 1977: Benji in Gefahr (For the Love of Benji)
- 1977, 1979: Detektiv Rockford – Anruf genügt (The Rockford Files, Fernsehserie, 2 Folgen)
- 1978: Dallas (Fernsehserie, Folge 2x04 Die Herzoperation)
- 1978: Todesflug 401 (Crash, Fernsehfilm)
- 1978, 1981: Vegas (Vega$, Fernsehserie, 2 Folgen)
- 1980: Drei Engel für Charlie (Charlie’s Angels, Fernsehserie, Folge 4x19)
- 1980: Onkelchens Erbe (The Girl, the Gold Watch and Everything, Fernsehfilm)
- 1980: Lou Grant (Fernsehserie, Folge 4x03)
- 1980: Cannons Comeback (The Return of Frank Cannon, Fernsehfilm)
- 1980: Enola Gay – Bomber des Todes (Enola Gay: The Men, the Mission, the Atomic Bomb, Fernsehfilm)
- 1981: Trapper John, M.D. (Fernsehserie, Folge 2x08)
- 1981: Menschenhandel (Born to Be Sold, Fernsehfilm)
- 1981: CHiPs (Fernsehserie, Folge 5x07 Bombenalarm)
- 1981: Quincy (Quincy, M.E., Fernsehserie, 2 Folgen)
- 1982: Bret Maverick (Fernsehserie, Folge 1x07)
- 1982: Der Leihvater (Help Wanted: Male, Fernsehfilm)
- 1982–1986: Capitol (Fernsehserie, 17 Folgen)
- 1983: Matt Houston (Fernsehserie, Folge 1x15)
- 1983: Ein Colt für alle Fälle (The Fall Guy, Fernsehserie, Folge 2x22)
- 1985–1995: Mord ist ihr Hobby (Murder, She Wrote, Fernsehserie, 5 Folgen)
- 1986: Police Academy 3 – … und keiner kann sie bremsen (Police Academy 3: Back in Training)
- 1987: Der Denver-Clan (Dynasty, Fernsehserie, Folge 7x19)
- 1987: Hotel (Fernsehserie, Folge 5x05)
- 1988: Privatdetektiv Harry McGraw (The Law and Harry McGraw, Fernsehserie, Folge 1x16)
- 1988: Cagney & Lacey (Fernsehserie, Folge 7x14)
- 1988, 1990: Jake und McCabe – Durch dick und dünn (Jake and the Fatman, Fernsehserie, 2 Folgen)
- 1989: MacGyver (Fernsehserie, Folge 4x08 Mutter Dalton)
- 1989: Brenda Starr
- 1989: Killer Kid (Deadly Weapon)
- 1991: The Boneyard
- 1996: Cries of Silence
- 1998: Jackie Chan ist Nobody (Who Am I?)
- 2003: Das Urteil – Jeder ist käuflich (Runaway Jury)
- 2005: Heartless (Fernsehfilm)